# StarOffice
StarOffice war der Markenname eines Anwendungsprogramms der Klasse der Office-Pakete. Das Textprogramm StarWriter wurde 1984 von Marco Börries vertrieben und später zu einer vollständigen Office-Suite ausgebaut. Sein Unternehmen Star Division wurde später von Sun Microsystems übernommen, um ein Officepaket für mehrere Betriebssysteme – insbesondere Solaris aus eigenem Hause – anbieten zu können. Es bildete die Grundlage für die quellenoffenen Programme OpenOffice.org und des darauf basierenden LibreOffice. Die Entwickler waren an der Spezifizierung und Verbreitung des offenen Dokumentenformats OpenDocument beteiligt.

## Geschichte

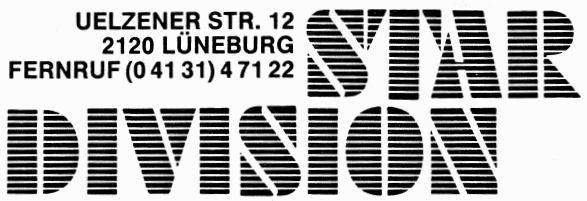
Logovariante in Star-Writer I (Handbuch zu Version 3.0)

Die Softwarefirma Star Division wurde 1984 von Marco Börries in Lüneburg gegründet. Er beauftragte den mit ihm befreundeten Programmierer Frank Aeffner mit der Entwicklung von StarWriter (damals noch in der Schreibweise „Star-Writer I“) für das Z80-Heimcomputersystem Schneider/Amstrad CPC unter CP/M. Die Veröffentlichung des Programms erfolgte 1985. Bereits ein Jahr später erschien die dritte Version, offenbar unter Zeitdruck, denn das Handbuch ging im Vorwort auf Funktionen ein, die noch nicht oder gerade noch rechtzeitig fertig wurden und es wurde im Verkaufskarton das ausführlichere Handbuch zur Vorversion zusätzlich beigelegt.
Mit dem Erscheinen der ersten i8086-Systeme Schneider PC1512 wurde es auf MS-DOS 3.2 portiert. Später folgte die Integration der anderen Einzelprogramme zu einer Office-Suite mit allen im Büro relevanten Programmmodulen für DOS und nachfolgend bis 1995 für Windows, die nun unter dem Namen „StarOffice“ firmierte. Sun Microsystems erwarb StarOffice 1999 und übernahm fortan Weiterentwicklung und Vertrieb. In der Zeit wurde auch der Quellcode offengelegt, das Paket unter dem Namen OpenOffice.org als Freie Software weiterentwickelt und von Sun mit einigen nicht freien Zusätzen und insbesondere professionellem Service ergänzt und vertrieben. Im Zuge dieser Entwicklung wurde das Dateiformat zunächst auf ein zip-komprimiertes Format (SXW) umgestellt, das dem späteren Format OpenDocument bereits ähnlich war, bevor auf diesen quelloffenen Standard umgestellt wurde (siehe Apache OpenOffice#Dateiformat).
Sun wurde am 27. Januar 2010 eine hundertprozentige Tochter der Oracle Corporation und das Programmpaket ab demselben Jahr unter dem Namen Oracle Open Office vertrieben. Gleichzeitig wurde die Versionsbezeichnung an das damalige OpenOffice.org angepasst, so dass aus „StarOffice Version 9“ „Oracle Open Office Version 3“ wurde, wobei beide der OpenOffice.org-Version 3 entsprachen.
Nachdem im September 2010 aus Unzufriedenheit mit Oracles Lizenz- und Entwicklerpolitik durch die von vielen ehemaligen OpenOffice.org-Entwicklern gegründete The Document Foundation die Abspaltung LibreOffice entstanden war, teilte Oracle im Juni 2011 mit, die Weiterentwicklung des kommerziellen Produkts einzustellen und die Verantwortung für die damalige Open-Source-Variante OpenOffice.org gänzlich auf die Entwicklergemeinschaft übertragen zu wollen. Oracle übertrug seine Rechte an OpenOffice auf die Apache Software Foundation. Seit April 2011 wird diese Variante unter dem Namen Apache OpenOffice weiterentwickelt.

## Programmeigenschaften

StarOffice 3.1 (32-Bit-Version) unter Windows NT 4.0 mit einem Writer-Fenster und einer Beschreibung neuer Funktionen in der Hilfe-Funktion

StarOffice 5.2 unter Windows 98 mit aktivierter Desktopintegration (ersetzt Desktop und Startmenü von Windows)

Ähnlich wie andere Office-Pakete umfasste StarOffice beziehungsweise Oracle Open Office Module für Textverarbeitung (Writer), Tabellenkalkulation (Calc), Präsentation (Impress), Zeichenprogramm (Draw), einen Formeleditor (Math) sowie eine Datenbankanbindung (Base).
In früheren Versionen (bis einschließlich StarOffice 5.2) waren auch ein E-Mail-Client (StarOffice Mail) und eine Terminverwaltung (StarOffice Schedule) integriert.
StarOffice war ab der Version 3.0 (1995) so konzipiert, dass es auf verschiedenen Betriebssystemen lauffähig war. Damit war es das weltweit erste plattformübergreifende Officeprogramm. Zuletzt (2011) waren dies die Plattformen Windows, macOS, Linux und Solaris (sowohl für die SPARC- als auch für die x86-Architektur).
In Asien wurde StarOffice unter dem Namen StarSuite vermarktet. Die Dateien beider Programme waren austauschbar und kompatibel. Der größte Funktionsunterschied bestand in der Unterstützung von chinesischen, japanischen und koreanischen Schriften (auf Unicode basierend) und Sprachen in der StarSuite.
StarOffice bot einen Extension Manager, der freie und proprietäre Erweiterungen ins Officesystem einband. Die Schnittstelle wurde mit Programmupdate 1 der Version 9 von StarOffice nochmals überarbeitet und mit der des damaligen OpenOffice.org abgeglichen und vereinheitlicht. Sie unterstützte dann keine älteren Erweiterungen mehr. Der Duden Korrektor in Version 5 konnte so sowohl in OpenOffice.org ab Version 3.0.1 als auch in StarOffice 9 ab PU1 genutzt werden.

## Unterschied zur Open-Source-Variante
StarOffice war eine kommerzielle Variante von OpenOffice.org, dem vollständig quellenoffenen Schwesterprojekt, das inzwischen unter dem Namen Apache OpenOffice weitergeführt wird. Einer der Hauptunterschiede zwischen dem damaligen OpenOffice.org und StarOffice war, dass Oracle und früher Sun für StarOffice Aktualisierungen („Update packs“) anbot, wohingegen die Anwender von OpenOffice.org das Gesamtpaket herunterladen mussten. Allerdings wuchsen die kumulativen Aktualisierungen mit fortschreitender Versionsnummer an und waren beispielsweise bei StarOffice 8 insgesamt größer als die entsprechenden OpenOffice.org-Vollversionen.
Weiterhin integrierte Sun in StarOffice bzw. Oracle OpenOffice ein kommerzielles Rechtschreibprüfmodul, das der freien Variante in OpenOffice.org lange Zeit überlegen war. Außerdem gab es einen Thesaurus, das Datenbankmodul Adabas D, einige Vorlagen und Cliparts. Diese von Sun eingekauften kommerziellen Komponenten wurden aus den Lizenzgebühren von StarOffice finanziert; entsprechende freie Module, die für OpenOffice.org verfügbar waren, mussten gesondert nachinstalliert werden. Die Deluxe-Edition enthielt Internetprogramme, einen Personal Information Manager (PIM) und mit Lightning eine freie, vom Mozilla Kalenderprojekt entwickelte Kalenderanwendung.
Ein weiterer Unterschied zur Open-Source-Variante bestand lange Zeit darin, dass Sun zunächst nur für StarOffice und die StarSuite kommerzielle Kundenunterstützung anbot, was für viele Unternehmen bezüglich OpenOffice.org ein Ausschlusskriterium darstellte. Diese Politik wurde allerdings später geändert und Sun bot für beide Programme kommerzielle Dienstleistungen an. Die drei kostenlosen Anfragen für Einzelplatzlizenzen von Oracle Open Office wurden mit der Übernahme durch Oracle weitergeführt. Für Einzelbenutzer gab es telefonischen Support und ein Ticket-Helpdesk, über das lizenzierte User mittels Seriennummer ein Support-Ticket eröffnen konnten.
StarOffice wurde nach mehrmaliger Änderung des Lizenzmodells am Ende wieder nach der Anzahl der Benutzer lizenziert. Erhältlich waren die Standard Edition in der Sprache und für das Computersystem des Downloads (wie bei OpenOffice.org) für einen Benutzer und eine Installation oder die Enterprise Edition für alle 17 unterstützten Sprachen und alle unterstützten Systeme ab 100 Benutzern. Früher wurde das Programm je Nutzer lizenziert und lizenzierte Benutzer konnten es bis zu fünfmal beispielsweise auf Notebook und Desktop, Linux und Windows installieren. Für Schüler, Studenten und akademische Einrichtungen konnte StarOffice lizenzkostenfrei heruntergeladen werden, ab der Version 9 wurde diese Gruppe aber auf das OpenOffice.org-Projekt verwiesen. Die Solaris-Variante blieb hingegen kostenlos.
Von August 2007 bis November 2008 konnte die Version 8 von StarOffice für Privatnutzer kostenlos als Teil des Google Packs bezogen werden.

## Derivate
Durch die freie Lizenzierung sind nach der Veröffentlichung von OpenOffice.org zahlreiche Derivate für unterschiedliche Plattformen entstanden, die die nachfolgende Grafik aufzeigt. In der nachfolgenden Tabelle sind v. a. die Abhängigkeiten zwischen StarOffice und OpenOffice.org gegenübergestellt, da es sich bei OpenOffice.org genaugenommen nicht um ein Derivat handelt, sondern lediglich um eine abweichende Lizenzierung ohne lizenzpflichtige Softwaremodule.

## Versionen
| Frei- gabe | Version                   | Basis                        | Betriebssysteme | Neues und Besonderheiten |
| ---------- | ------------------------- | ---------------------------- | --- | --- |
| 1985       | Star-Writer I             |                              | Schneider/Amstrad CPC | Erste StarWriter-Version, später Star-Writer I 3.0 und 3.1 (1986) Beidseitige Diskette, auf die vor der Installation die CP/M-Dateien kopiert werden müssen, bevor Drucker, Steuerzeichen und Tastaturlayout eingerichtet werden. Hauptmodule sind Textverarbeitung und Adressverwaltung z. B. für Serienbriefe, weitere Module sind Grafik zur Erstellung von Briefköpfen und Zeichensatzgenerator inkl. Grafikzeichen für den Drucker. Textbasiert mit Blockgrafik und Menüleisten. |
| 1986       | StarWriter                | Portierung von Star-Writer I | DOS ab 3.2 | Es folgten mehrere neue Versionen. StarWriter hatte eine gefälligere Grafik als MS Word für DOS, war aber, insbesondere bei der Korrekturfunktion, nicht benutzerfreundlich. Bis zur Version 3.0 war ein kleines Grafikprogramm, eine Adressdatenbank und ein DFÜ-Modul mitenthalten. Sie hieß „StarWriterPC“. Ein englisches Sprachmodul war separat zu erwerben. Die Dateiendung von Star-Writer-für-DOS-Dateien war ".txt", aber es waren keine reinen Textdateien, sondern sie enthielten Formatierungsmerkmale, die nur mit StarWriter für DOS ins eigentliche Format umgesetzt werden konnten. Die Dokumente der DOS-Versionen von StarWriter sind mit späteren StarOffice- oder OpenOffice-Anwendungen nicht direkt kompatibel. |
| 1989       | Star-Writer ST            | portiert von PC-Version      | Atari ST | 3 Disketten (einseitig, aber je 10 Sektoren) inkl. Fonteditor, Vorlagen für häufige Druckermodelle und knappes Handbuch (v. a. Beschreibung von Font- und Druckeranpassungen lückenhaft); rund 200 DM; 20 Schriften werden unterstützt; Tastatur- und Mausbedienung (Wordstar-kompatibel einstellbar); Importfilter für 1st Word, Word Plus und ASCII, Speichern in *.SW (Writer) oder ASCII. Bemängelt wird trotz des großen Funktionsumfangs fehlende Benutzerfreundlichkeit, u. a. durch Ignorieren von Einstellungs- oder Bedienfehlern ohne Fehlermeldung und fehlende Hilfefunktion. |
| 1990       | StarWriter 5.0            |                              | DOS | |
| 1991       | StarWriter 5.5            |                              | DOS | Erste Version mit eigener VGA-grafischer Oberfläche. Außerdem erschienen zuerst StarDraw 1.0, später StarDraw 2.0 – ein Vektorgrafikprogramm und zuerst DAVID, dann StarBase 1.0, später die Version StarBase 2.0, womit dBASE-kompatible Datenbanken erstellt werden konnten. Auf Basis dieser Version wurde auch ein abgespecktes Programm (nur zwei Installationsdisketten) als StarWriter Compact 2.0 vertrieben. |
| 1992       | StarWriter 6.0            |                              | DOS | Im März erschienen, Aktualisierung im Dezember auf „Tauschdiskette“, außerdem wurden verschiedene Erweiterungsmodule zum Nachkaufen angeboten, beispielsweise eine Zitatverwaltung. |
| 1992       | StarOffice 1.0            |                              | DOS | StarWriter compact, StarBase 1.0, StarDraw 1.0. |
| 1993       | StarOffice 2.0            |                              | DOS | StarWriter compact 2.0, StarBase 2.0, StarDraw 2.0. Offizielle Bezeichnung lautete Office Pack 2.0. |
| 1993       | StarWriter 1.0            |                              | Windows | 28. September, erste Version für 16-bit-Windows. |
| 1993       | StarWriter 7.0            |                              | DOS | letzte Version für DOS (Juli 1993). Neu ist im Vergleich zu Version 6 die Symbolleiste und ein Rasterizer genanntes Dienstprogramm, das zusammen mit den mitgelieferten Schriften auf jedem Matrixdrucker skalierbare Schriften und Symbole ausgeben kann. Auch Klangdateien lassen sich einbetten und mit Soundblaster-kompatiblen Soundkarten abspielen. |
| 1994       | StarWriter 2.0            |                              | Windows, OS/2, Mac, Power Mac, Solaris Sparc                                                                                                | Windows: 16 Bit, Windows NT: Intel und DEC Alpha-Plattformen. |
| 1995       | StarOffice 3.0            |                              | Windows, OS/2, Solaris Sparc; Beta für Power Mac 1996                                                                                       | Erstes plattformübergreifendes Office-Paket, Windows: nur 16 Bit. StarWriter 3.0, StarCalc 3.0, StarDraw 3.0, StarImage, StarChart. |
| 1996       | StarOffice 3.1            |                              | Windows (16/32 Bit), OS/2 (16 Bit), Linux i386, Solaris Sparc/x86 und einzige Version für Mac Classic-OS (OS 7.5 – 8.0)                     | Internetfunktionen, Globaldokumente (zusammen mit dem ebenfalls neuen Navigator eine Art Container für eine Sammlung von Dokumenten eines Projekts), zahlreiche Funktionen werden für professionelle Zwecke erweitert (Dialoge für Grafik, Feldbefehle, Aufzählungen, Drucken usw.), Version für Linux kostenlos bei nichtkommerzieller Nutzung. Kostenloses Download-Update von V. 3.0 (oder auf CD für rund 30 DM) |
| 1997       | StarOffice 4.0            |                              | Windows, OS/2, Linux i386, Solaris Sparc/x86, noch als Beta für Mac OS                                                                      | integrierte Arbeitsumgebung für alle Einzelanwendungen mit „Desktop“, letzte 16-Bit-Version für Windows. |
| 1998       | StarOffice 5.0            |                              | Windows, OS/2, Linux i386, Solaris Sparc/x86                                                                                                | Erweiterter Desktop für die Systemintegration in Windows (ersetzt den Windows-Desktop und bietet einen Desktop für Plattformen, auf denen es nichts Vergleichbares gibt). Letzte Version für Windows NT 3.51. |
| 1999       | StarOffice 5.1            |                              | Windows, OS/2, Linux i386, Solaris Sparc/x86                                                                                                | Letzte Kaufversion; kurz darauf erschien Version 5.1a erstmals kostenlos, die sich durch die Entfernung der Eingabeaufforderung der Seriennummer unterscheidet und hauptsächlich über CDs von Computerzeitschriften verteilt wurde. Die letzte Version, die OS/2 unterstützt. |
| 1999       | StarOffice 5.2            |                              | Windows, Linux i386, Solaris Sparc/x86 | Kostenlos, neue Rechtschreibung, unterstützte als letzte StarOffice-Version noch Windows 95. Mittels Odin unterstützt die Windowsversion nochmals inoffiziell OS/2 Warp. |
| 1999?      | SUN ONE Webtop            |                              | browserbasierend | Serverversion von StarOffice – nur als Betaversion, da bereits vor Freigabe des ersten Release wieder abgekündigt. |
| 2002       | StarOffice 6.0            | OpenOffice.org 1.0           | Windows, Linux i386, Solaris Sparc/x86 OpenOffice.org zusätzlich: Linux powerpc                                                             | Desktop, Browser und Mailclient wieder entfernt (wenig Akzeptanz bei Anwendern), alle Einzelprogramme starten jedoch gleiches Hauptprogramm mit anwendungsspezifischen Modulen, Dialogen und Funktionen. OpenOffice.org (V. 1.0.3.1) letztmalige Unterstützung für Windows 95. |
| 2004       | StarOffice 7              | OpenOffice.org 1.1           | Windows, Linux i386, Solaris Sparc/x86 OpenOffice.org zusätzlich: Linux powerpc                                                             | Direkter PDF-Export nativ, d. h. ohne zusätzliche Erweiterungen, erweiterte Exportfunktionen (darunter Flash-Format), Makrorecorder für Writer und Calc. |
| 2005       | StarOffice 7 PU1 5        | OpenOffice.org 1.1.5         | Windows, Linux i386, Solaris Sparc/x86 OpenOffice.org zusätzlich: Linux powerpc                                                             | Importfilter für die OpenDocument-Formate, letztmalige offizielle Unterstützung für Windows NT 4.0. |
| 2006       | StarOffice 8 und PU 1     | OpenOffice.org 2.0           | Windows, Linux i386, Solaris Sparc/x86 OpenOffice.org zusätzlich: Linux powerpc,sparc OpenOffice.org ab 2.0.3: Mac OS X (10.4)              | Eigene Datenbankanwendung (Base, damit auch in OpenOffice.org), neues Dateiformat „OpenDocument“, systemabhängige Oberfläche, optimierte Benutzerführung für den Umstieg von MS Office. |
| 2006       | StarOffice 7 PU 6 bis 8   | OpenOffice.org 2.1           | Windows, Linux i386, Solaris Sparc/x86 OpenOffice.org zusätzlich: Linux powerpc, Mac OS X (10.3. PPC bzw. 10.4. x86)                        | HTML-Export aus Calc verbessert, überarbeiteter Schnellstarter, Fehler bei Seitenumbrüchen des Inhaltsverzeichnisses in Writer. |
| 2006       | StarOffice 8 PU 2 bis 5   | OpenOffice.org 2.1           | Windows, Linux i386, Solaris Sparc/x86 OpenOffice.org zusätzlich: Linux powerpc, Mac OS X (10.3. PPC bzw. 10.4. x86)                        | HTML-Export aus Calc verbessert, überarbeiteter Schnellstarter, Fehler bei Seitenumbrüchen des Inhaltsverzeichnisses in Writer. |
| 2007       | StarOffice 7 PU 9 bis 11  | OpenOffice.org 2.2           | Windows, Linux i386, Solaris Sparc/x86 OpenOffice.org zusätzlich: Linux powerpc, Mac OS X (x86/PPC)                                         | Erweiterte Funktionen. |
| 2007       | StarOffice 8 PU 6 und 7   | OpenOffice.org 2.2           | Windows, Linux i386, Solaris Sparc/x86 OpenOffice.org zusätzlich: Linux powerpc, Mac OS X (x86/PPC)                                         | Erweiterte Funktionen für Windows Vista und PDF-Export. |
| 2007       | StarOffice 8 PU 8 und 9   | OpenOffice.org 2.3           | Windows, Linux i386, Solaris Sparc/x86 OpenOffice.org zusätzlich: Linux powerpc, Mac OS X (x86/PPC)                                         | Neuprogrammierung von Chart, Aufbau und Darstellung von Diagrammen verbessert, Exportfunktion des MediaWiki-Formats in Writer, mehrere Verbesserungen, darunter auch Rechtschreibprüfung. |
| 2007       | StarOffice 7 PU 12,       | OpenOffice.org 2.4           | Windows, Linux i386, Solaris Sparc/x86 OpenOffice.org zusätzlich: Linux powerpc,sparc,amd64,ia64,mipsel,s390; Mac OS X (x86/PPC ab OS 10.4) | verbesserte Eingabe und Sortieren in Calc, Impress PDF-Export mit Lesezeichen, Blockmarkierungen in Textdokumenten, neue Importfilter, verbesserte Sicherheitsfunktionen, Zugriff auf WebDAV-Server über HTTPS, PDF-Export zur Langzeitarchivierung. Letzte Windows 98/ME-Version. |
| 2007       | StarOffice 8 PU 10 bis 16 | OpenOffice.org 2.4           | Windows, Linux i386, Solaris Sparc/x86 OpenOffice.org zusätzlich: Linux powerpc,sparc,amd64,ia64,mipsel,s390; Mac OS X (x86/PPC ab OS 10.4) | verbesserte Eingabe und Sortieren in Calc, Impress PDF-Export mit Lesezeichen, Blockmarkierungen in Textdokumenten, neue Importfilter, verbesserte Sicherheitsfunktionen, Zugriff auf WebDAV-Server über HTTPS, PDF-Export zur Langzeitarchivierung. Letzte Windows 98/ME-Version. |
| 2008       | StarOffice 9              | OpenOffice.org 3.0           | Windows, Linux i386, Solaris Sparc/x86, Mac OS X Intel AQUA                                                                                 | Erste native Version für Mac OS X. Überarbeitung von Calc, erweiterte Notizenfunktion im Writer. Importfilter für MS-Office 2007 und für PDF-Dateien (PDF: nur SO, für OpenOffice.org nachladbar). Minor Release OpenOffice.org 3.0.1 bzw. StarOffice 9 PU 1 mit verbessertem Extension Manager, benötigt aber Erweiterungen im neuen Format |
| 2009       | StarOffice 9 PU 2 und 3   | OpenOffice.org 3.1           | Windows, Linux i386, Solaris Sparc/x86, Mac OS X Intel AQUA                                                                                 | Überarbeitete Kantenglättung (Antialiasing) bei Vektorgrafiken für eine verbesserte Darstellungsqualität bei Diagrammen und Grafik, mehrere kleinere Detailverbesserungen in der Bedienung, XML-Import (MS-Office 07) verbessert |
| 2010       | StarOffice 9 PU 4         | OpenOffice.org 3.2           | Windows, Linux i386, Solaris Sparc/x86, Mac OS X Intel AQUA                                                                                 | Programmstart verkürzt, Unterstützung von Graphite- und OpenType-Schriften, Stabilität und Geschwindigkeit erhöht, Kommentar- und Diagrammfunktion erweitert; Mit „Oracle Open Office 3.2“ Versionsnummern harmonisiert |

1 „Product Update“, die Aktualisierungen der StarOffice-Vollversionen mit Fehlerbehebungen und neuen Funktionen